# Pukkisaaret (ö i Södra Savolax, Pieksämäki)
Pukkisaaret är en en grupp av tre små öar i Finland. De ligger i sjön Heräjärvi och i kommunen Pieksämäki i den ekonomiska regionen  Pieksämäki ekonomiska region  och landskapet Södra Savolax, i den södra delen av landet, 250 km nordost om huvudstaden Helsingfors. Den största öns area är 2,7 hektar och dess största längd är 290 meter i nord-sydlig riktning.
Namnet betyder "bock-öarna" och speglar att man i äldre tider satte får och getter på rymningssäkert sommarbete på öarna. Detta pågick ännu in på 1950-talet. 

## Bilder

Pukkisaaret
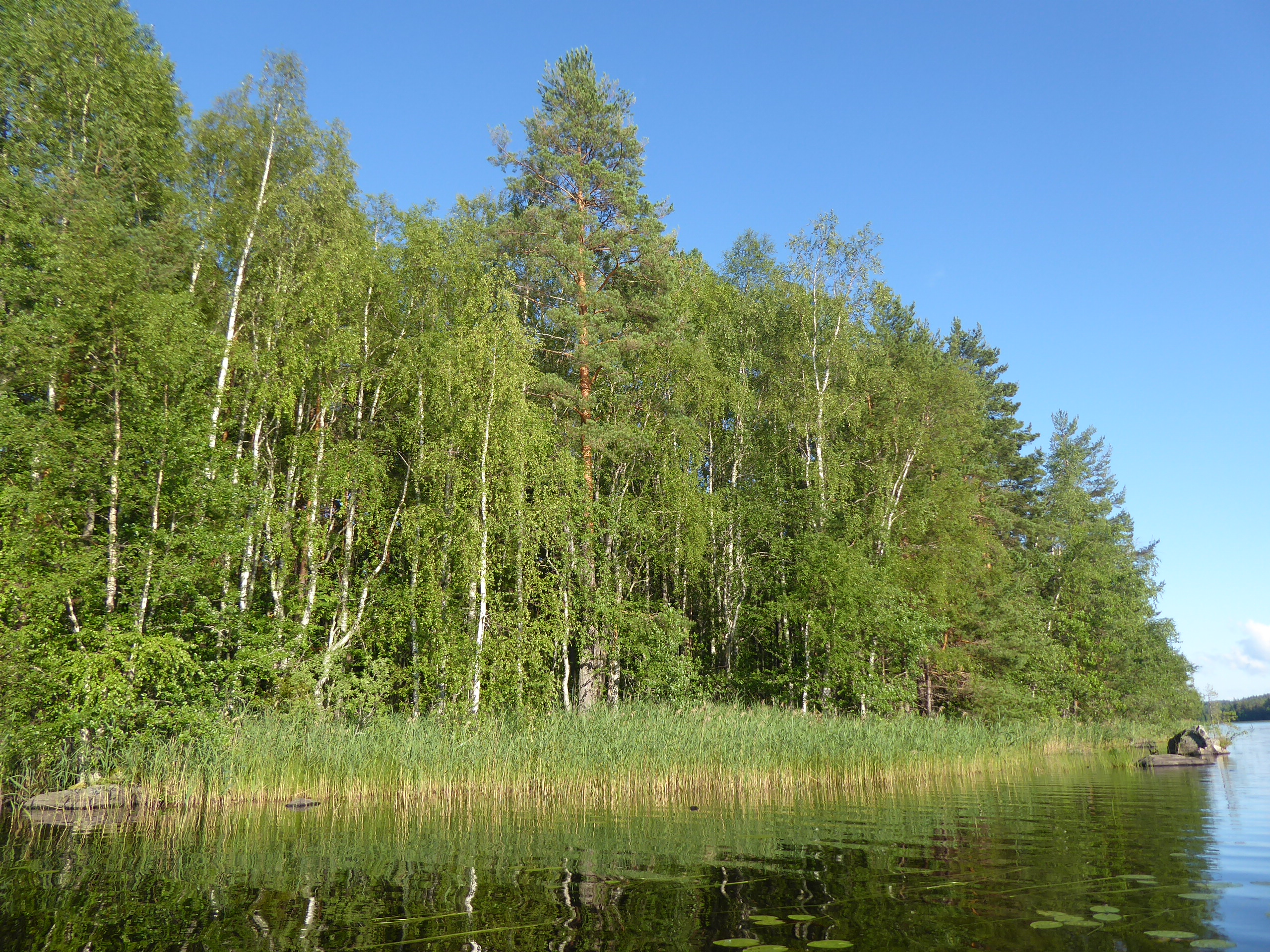
Den norra Pukkisaaret-ön i juli 2024.
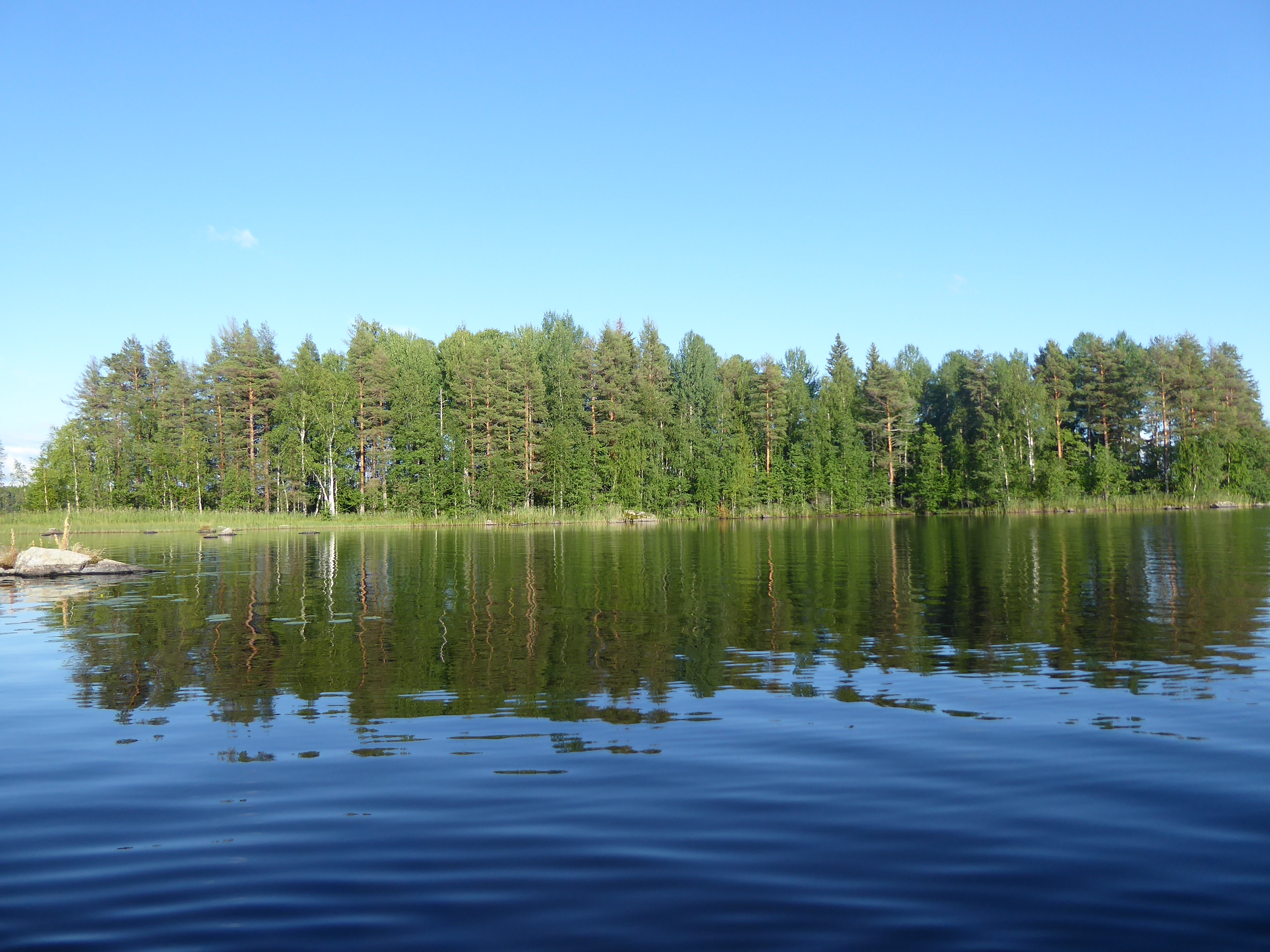
Den mittersta Pukkisaaret-ön i juli 2024.
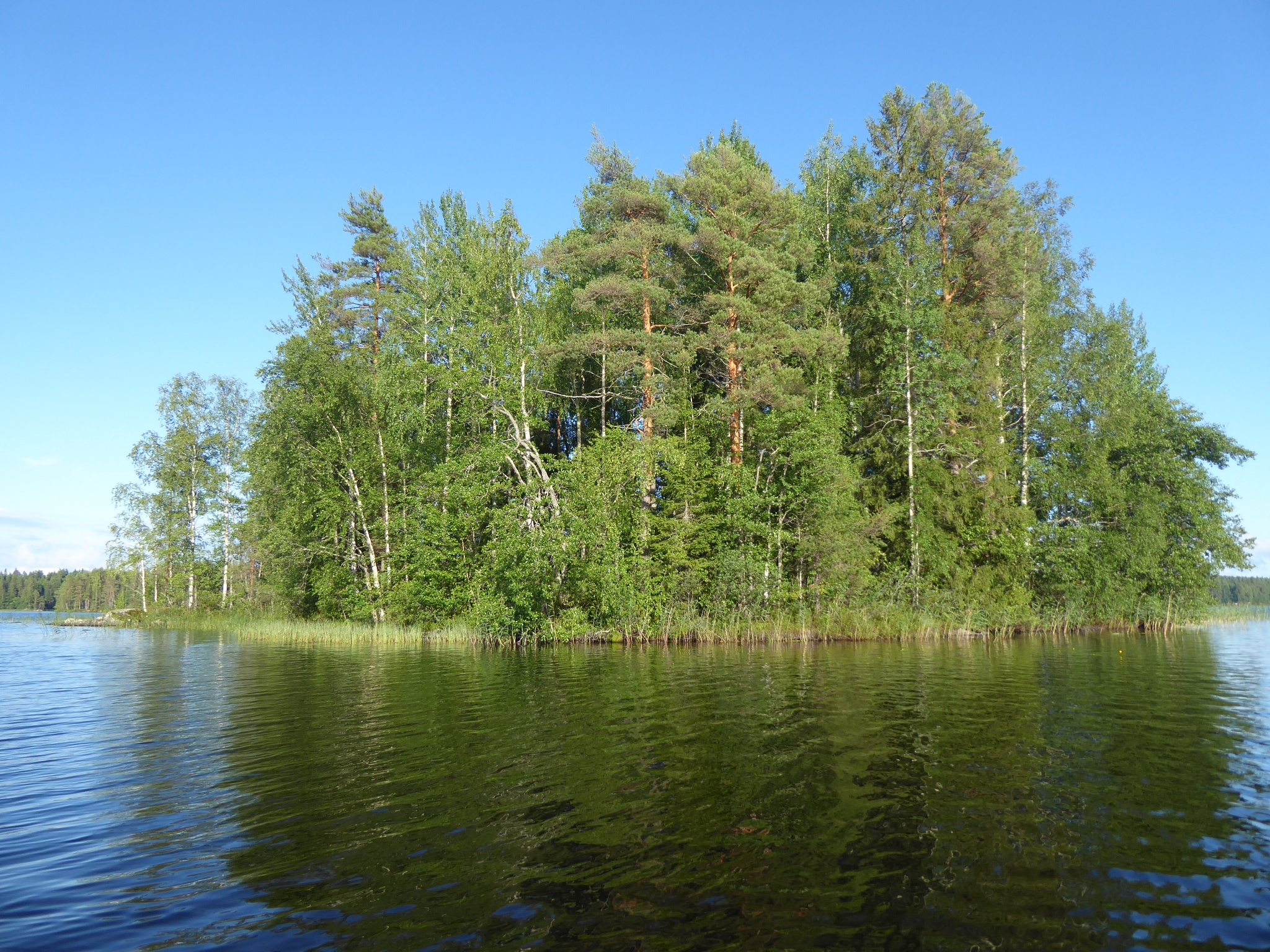
Den södra och minsta Pukkisaaret-ön i juli 2024.